# Municipio de Palacky
El municipio de Palacky (en inglés: Palacky Township) es un municipio ubicado en el condado de Ellsworth en el estado estadounidense de Kansas. En el año 2010 tenía una población de 60 habitantes y una densidad poblacional de 0,64 personas por km².

## Geografía
El municipio de Palacky se encuentra ubicado en las coordenadas 38°40′3″N 98°24′54″O / 38.66750, -98.41500. Según la Oficina del Censo de los Estados Unidos, el municipio tiene una superficie total de 94.09 km², de la cual 94,01 km² corresponden a tierra firme y (0,09 %) 0,08 km² es agua.

## Demografía
Según el censo de 2010, había 60 personas residiendo en el municipio de Palacky. La densidad de población era de 0,64 hab./km². De los 60 habitantes, el municipio de Palacky estaba compuesto por el 98,33 % blancos, el 1,67 % eran de otras razas. Del total de la población el 1,67 % eran hispanos o latinos de cualquier raza.